# Thụ thể serotonin

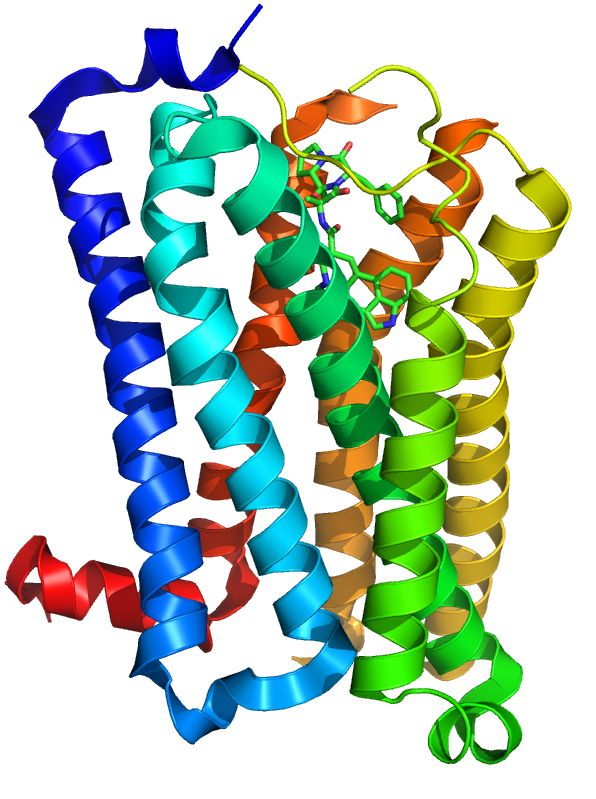
Thụ thể 5-HT là một ví dụ về thụ thể serotonin metabotropic. Cấu trúc tinh thể của nó trong đại diện ruy băng

Thụ thể 5-hydroxytryptamine hoặc thụ thể 5-HT, hoặc thụ thể serotonin, là một nhóm các thụ thể kết hợp protein G và các kênh ion phối tử có mặt trong hệ thống thần kinh trung ương và ngoại biên. Họ làm trung gian cả dẫn truyền thần kinh kích thích và ức chế. Các thụ thể serotonin được kích hoạt bởi chất dẫn truyền thần kinh serotonin, hoạt động như phối tử tự nhiên của chúng.
Các thụ thể serotonin điều chỉnh việc phát hành của nhiều dẫn truyền thần kinh, bao gồm glutamate, GABA, dopamine, epinephrine/norepinephrine, và acetylcholine, cũng như nhiều kích thích tố, bao gồm oxytocin, prolactin, vasopressin, cortisol, corticotropin, và chất P, v.v... Các thụ thể serotonin ảnh hưởng đến các quá trình sinh học và thần kinh khác nhau như hung hăng, lo lắng, thèm ăn, nhận thức, học tập, trí nhớ, tâm trạng, buồn nôn, giấc ngủ và điều chỉnh nhiệt. Các thụ thể serotonin là mục tiêu của một loạt các loại thuốc dược phẩm và giải trí, trong đó có nhiều thuốc chống trầm cảm, thuốc chống loạn thần, anorectics, thuốc chống nôn, chất gastroprokinetic, chất antimigraine, chất gây ảo giác, và entactogen.
Các thụ thể serotonin được tìm thấy ở hầu hết các loài động vật và thậm chí còn được biết đã điều chỉnh tuổi thọ và lão hóa hành vi ở tuyến trùng nguyên thủy, Caenorhabditis elegans.

## Phân loại
Các thụ thể 5-hydroxytryptamine hoặc thụ thể 5-HT, hoặc thụ thể serotonin được tìm thấy trong các hệ thống thần kinh trung ương và ngoại vi. Chúng có thể được chia thành 7 họ thụ thể kết hợp protein G ngoại trừ thụ thể 5-HT <sub id="mwOw">3</sub>, kênh ion phối tử, kích hoạt tầng truyền tin thứ hai nội bào để tạo ra phản ứng kích thích hoặc ức chế. Vào năm 2014, một thụ thể 5-HT mới được phân lập từ loài bướm trắng nhỏ, Pieris rapae, và được đặt tên là pr5-HT8. Nó không có mặt ở động vật có vú và có sự tương đồng tương đối thấp với các lớp thụ thể 5-HT đã biết.